# Сабах Шаріаті
Сабах Шаріаті (азерб. Sabahi Saleh oğlu Şəriəti; нар. 1 січня 1989, Сенендедж, Іран) — азербайджанський борець греко-римського стилю, бронзовий призер Олімпійських ігор 2016 року.

## Спортивні результати на міжнародних змаганнях

### Виступи на Олімпіадах
| Змагання                    | Збірна      | Вагова категорія                  | Місце  |
| --------------------------- | ----------- | --------------------------------- | ------ |
| Літні Олімпійські ігри 2016 | Азербайджан | греко-римська боротьба, до 130 кг | Бронза |

### Виступи на Чемпіонатах світу
| Змагання                        | Збірна      | Вагова категорія                  | Місце |
| ------------------------------- | ----------- | --------------------------------- | ----- |
| Чемпіонат світу з боротьби 2014 | Азербайджан | греко-римська боротьба, до 130 кг | 14    |
| Чемпіонат світу з боротьби 2015 | Азербайджан | греко-римська боротьба, до 130 кг | 5     |
| Чемпіонат світу з боротьби 2017 | Азербайджан | греко-римська боротьба, до 130 кг | 16    |
| Чемпіонат світу з боротьби 2018 | Азербайджан | греко-римська боротьба, до 130 кг | 14    |
| Чемпіонат світу з боротьби 2022 | Азербайджан | греко-римська боротьба, до 130 кг | 7     |

### Виступи на Чемпіонатах Європи
| Змагання                         | Збірна      | Вагова категорія                  | Місце  |
| -------------------------------- | ----------- | --------------------------------- | ------ |
| Чемпіонат Європи з боротьби 2014 | Азербайджан | греко-римська боротьба, до 130 кг | 7      |
| Чемпіонат Європи з боротьби 2016 | Азербайджан | греко-римська боротьба, до 130 кг | 7      |
| Чемпіонат Європи з боротьби 2020 | Азербайджан | греко-римська боротьба, до 130 кг | 8      |
| Чемпіонат Європи з боротьби 2023 | Азербайджан | греко-римська боротьба, до 130 кг | Срібло |

### Виступи на Європейських іграх
| Змагання              | Збірна      | Вагова категорія                  | Місце  |
| --------------------- | ----------- | --------------------------------- | ------ |
| Європейські ігри 2015 | Азербайджан | греко-римська боротьба, до 130 кг | Срібло |
| Європейські ігри 2019 | Азербайджан | греко-римська боротьба, до 130 кг | Бронза |

### Виступи на Кубках світу
| Змагання                    | Збірна      | Вагова категорія                  | Місце  |
| --------------------------- | ----------- | --------------------------------- | ------ |
| Кубок світу з боротьби 2014 | Азербайджан | греко-римська боротьба, до 130 кг | Бронза |
| Кубок світу з боротьби 2015 | Азербайджан | греко-римська боротьба, до 130 кг | Золото |
| Кубок світу з боротьби 2017 | Азербайджан | греко-римська боротьба, до 130 кг | Срібло |
| Кубок світу з боротьби 2022 | Азербайджан | команда                           | Срібло |

### Виступи на інших змаганнях
| Змагання                                     | Збірна      | Вагова категорія                  | Місце  |
| -------------------------------------------- | ----------- | --------------------------------- | ------ |
| Кубок Єдегара Імама 2010                     | Іран        | греко-римська боротьба, до 120 кг | 9      |
| Золотий Гран-прі з боротьби 2013 (Баку)      | Азербайджан | греко-римська боротьба, до 120 кг | Золото |
| Турнір Вехбі Емре 2014                       | Азербайджан | греко-римська боротьба, до 130 кг | 12     |
| Золотий Гран-прі з боротьби 2014 (Сомбатхей) | Азербайджан | греко-римська боротьба, до 130 кг | 7      |
| Золотий Гран-прі з боротьби 2014 (Баку)      | Азербайджан | греко-римська боротьба, до 130 кг | Срібло |
| Вогні Москви 2014                            | Азербайджан | греко-римська боротьба, до 130 кг | Бронза |
| Кубок Алроси 2015                            | Азербайджан | греко-римська боротьба, до 130 кг | Срібло |
| Золотий Гран-прі з боротьби 2015 (Баку)      | Азербайджан | греко-римська боротьба, до 130 кг | Золото |
| Ісламські ігри солідарності 2017             | Азербайджан | греко-римська боротьба, до 130 кг | Бронза |
| Київський Міжнародний турнір з боротьби 2018 | Азербайджан | греко-римська боротьба, до 130 кг | Срібло |
| Гран-прі Угорщини з боротьби 2019            | Азербайджан | греко-римська боротьба, до 130 кг | 9      |
| Гран-прі Франції Анрі Деглана 2020           | Азербайджан | греко-римська боротьба, до 130 кг | Золото |
| Гран-прі Франції Анрі Деглана 2021           | Азербайджан | греко-римська боротьба, до 130 кг | Срібло |
| Міжнародний турнір Маттео Пелліцоне 2022     | Азербайджан | греко-римська боротьба, до 130 кг | Срібло |
| Ісламські ігри солідарності 2022             | Азербайджан | греко-римська боротьба, до 130 кг | Бронза |
| Відкритий турнір Загреба з боротьби 2023     | Азербайджан | греко-римська боротьба, до 130 кг | 18     |

### Виступи на змаганнях молодших вікових груп
| Змагання                                                 | Збірна | Вагова категорія                  | Місце  |
| -------------------------------------------------------- | ------ | --------------------------------- | ------ |
| Кубок Федерації боротьби Азербайджану серед юніорів 2010 | Іран   | греко-римська боротьба, до 120 кг | Золото |